# Cínipe
Cínipe (en griego, Κίνυψ) es el nombre de una antigua colonia griega de Libia.
Es mencionada por Heródoto, que destaca la fertilidad de su territorio, bañado por un río de su mismo nombre, que producía en mucha mayor abundancia que cualquier territorio de su entorno el llamado fruto de Deméter (trigo). En torno a los años 520-512 a. C., después de que los espartanos hubieran proclamado rey a Cleómenes, su hermano Dorieo, enfadado porque pensaba que sería él el elegido, partió con un grupo de hombres a fundar una colonia a Libia guiado por hombres de Tera. Así, se estableció en Cínipe pero dos años más tarde fue expulsado por libios macas y cartagineses y regresó al Peloponeso.
En el Periplo de Pseudo-Escílax se la cita como una ciudad desierta.
Se localiza a unos 18 km al este de Lepcis Magna